# Ahmed El-Kawiseh
Ahmed Youssef El-Kawiseh, né le 24 mars 1989 à Tripoli, est un judoka libyen évoluant dans la catégorie des moins de 66 kg.

## Carrière
En 2011, il remporte la médaille d'argent des Championnats d'Afrique à Dakar et la médaille de bronze des Jeux panarabes à Doha.
Il est sacré champion d'Afrique en 2012 à Agadir ; il dispute la même année les Jeux olympiques d'été de 2012 à Londres et est éliminé au deuxième tour.
Il est médaillé de bronze aux Championnats d'Afrique de judo 2015 à Libreville.